# Geschwister Schmid
Le trio Geschwister Schmid, les frères et sœur Klärli (née le 13 août 1917, morte en 1978 à Hägglingen), Werner (né le 19 mai 1926, mort le 1er mai 2008) et Willy (né le 29 août 1928, mort le 11 octobre 2013), sont des interprètes de chant suisses dans les années 1940 et 1950. Ils sont considérés comme les premiers Suisses à atteindre une importance internationale dans le domaine de la musique de divertissement.

## Biographie
Lorsque le père Schmid reprend le restaurant « Central » à Hägglingen en 1924, la famille a déjà trois enfants : Gottfried (né en 1916), Klärli (née en 1917) et Julius (né en 1919). Les parents mélomanes donnent à leurs enfants des cours de piano et de violon. Au milieu des années 1920, le premier orchestre maison Schmid est formé, il joue souvent pour le divertissement le week-end. Werner naît en 1926 et Willy en 1928. Un peu plus tard, Julius et Klärli interprètent deux chansons avec un grand succès dans le studio de radio de Zurich à l'heure des enfants, puis ont des engagements dans toute la Suisse. Au festival suisse des costumes traditionnels à Montreux en 1934, Klärli et Julius sont filmés par la Paramount-Wochenenschau.
Au milieu des années 1930, Willy et Werner intègrent l'orchestre maison. En 1936, les quatre frères et sœurs sont invités à l'exposition universelle à Paris. Parce que Julius avait déjà eu la voix cassée, Klärli, Willy et Werner se produisent sans lui. La performance est un grand succès : c'est l'heure de naissance du trio Schmid.
En 1939, le label suisse Elite Records sort les deux premiers disques avec les chansons Hüt isch z’Züri Chilbitanz, d’Seebuebe, s Mälchliedli et Kupferschmieds Anneli.
Au début de la Seconde Guerre mondiale, des longs métrages suisses sont réalisés pour la défense spirituelle nationale en rapport avec le service actif. Le premier et le plus connu est S’Margritli und d’Soldate en 1940, Teddy Stauffer écrit la musique. Les Geschwister Schmid sont choisis pour interpréter la chanson Margritli, ceci grâce à un yodel que son frère Julius donne au début de la composition.
Les Geschwister Schmid font une tournée en Suisse avec l'orchestre de Teddy Stauffer, les Original-Teddies, et un professeur, car les garçons sont encore à l'école. D'autres enregistrements sont réalisés, comme Ich han en Schatz am schöne Zürisee de Buddy Bertinat. Les Schmid jouent dans le même programme que Maurice Chevalier au Variété-Théâtre Corso de Zurich, et à Gstaad, ils sont accueillis par le général Henri Guisan.

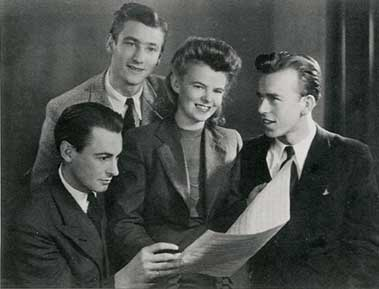
Willy, Klärli und Werner Schmid et leur compositeur Artur Beul

Après le déménagement de Teddy Stauffer aux États-Unis, le véritable apogée des frères et sœurs Schmid commence avec Artur Beul, un enseignant et compositeur amateur jusqu'alors inconnu. Il avait vu les Schmid dans le Corso, en était enthousiasmé et leur a envoyé une de ses compositions. La chanson Am Himmel stoht es Sternli z’Nacht leur plaît. L'équipe travaille ensemble pendant près de dix ans.
Après la Seconde Guerre mondiale, les Schmid nouent des contacts à l'étranger, suivis de concerts en Autriche, en Allemagne, en Hollande, en France et en Angleterre. Afin de répondre à la demande à l'étranger, le trio inclut de plus en plus  dans son répertoire des chansons chantées en allemand, comme Unter der Sonne von Santa Monica ou Süsses Mädchen aus Jamaica.
Les deux frères aînés Schmid, Gottfried et Julius, qui se fait appeler maintenant Joe, entrent dans l'industrie hôtelière en 1950 : Gottfried reprend l'hôtel Hallwil à Beinwil am See, le musicien professionnel et chef d'orchestre Joe das Kindli dans la vieille ville de Zurich. Le trio Schmid est un invité fréquent dans les deux restaurants.
Les Schmid sont dans des films, comme en 1954 dans Große Star-Parade et dans des émissions de télévision. Ses enregistrements sont maintenant publiés par Decca, comme Winke-Winke ou Es ist eine Mühle im Schwarzwäldertal.
Munis d'un visa de moniteur de ski (un visa de musicien avait échoué à cause du veto du syndicat américain des musiciens), ils se rendent aux États-Unis en 1954. Grâce aux relations, le trio fait une apparition à la discothèque Blue Angel de New York. Sous le nom de Trio Shmeed ou Happy Yodlers, Claire, Willy et Werner parcourent les États-Unis. Ils font la publicité de la Suisse à la radio et à la télévision tous les jours. Ils sont célébrés à Hollywood, Las Vegas, Detroit et les grandes villes canadiennes et Minneapolis. Le point culminant aux Etats-Unis est un spectacle folklorique suisse organisé par Werner Schmid sur scène au printemps 1959 au Radio City Music Hall de New York. Le spectacle est complet pendant sept semaines. Pendant un mois, de petits extraits de l'émission ont été  diffusés sur les écrans américains plusieurs fois par jour et la Suisse, souvent confondue avec la Suède, devient un nom familier pour des millions de téléspectateurs.
Les Schmid reviennent définitivement en Suisse à la mi-1961. Après quelques apparitions dans des émissions télévisées européennes, ils disent au revoir à leur public. Klärli Schmid meurt d'une insuffisance cardiaque fin décembre 1978. Gottfried était mort de leucémie en 1956.
Werner devient producteur du programme de divertissement ZDF Der goldene Schuß, puis met en scène les comédies musicales Un violon sur le toit et Hair. En 1974, il place le prestidigitateur Uri Geller dans les émissions de télévision européennes.
Après la rupture du trio, Willy Schmid essaie d'être un chanteur de schlager sans grand succès, plus tard il se consacre avec succès à diriger le groupe Kindli dans l'établissement de son frère Joe. Joe Schmid meurt en mars 1983 et Werner en mai 2008. Willy Schmid meurt le 11 octobre 2013 à l'âge de 85 ans à Küsnacht, où il vivait avec sa femme.
En 2004, un spectacle musical est créé sous le titre Das Comeback der Geschwister Schmid, il présente des extraits de la vie du trio. Il est donné au casino-théâtre de Winterthour.